# Governatorato di Cholm
Il governatorato di Cholm (in russo: Холмская губерния; in polacco: gubernia chełmska) era una gubernija dell'Impero russo, con capoluogo a Cholm (polacco: Chełm).

## Storia
Il governatorato di Cholm fu creato con le parti orientali dei governatorati di Siedlce e di Lublino nel 1912. Era separato dal Regno del Congresso e collegato al governatorato di Kiev come "cuore del territorio russo", come precauzione nel caso in cui i territori polacchi fossero stati strappati all'impero russo in guerra.